# Micrurus limbatus
Micrurus limbatus este o specie de șerpi din genul Micrurus, familia Elapidae, descrisă de Fraser 1964. A fost clasificată de IUCN ca specie cu risc scăzut.

## Subspecii
Această specie cuprinde următoarele subspecii:
- M. l. limbatus
- M. l. spilosomus